# Modesta Vžesniauskaitė
Modesta Vžesniauskaitė (nascida em 17 de outubro de 1983) é uma ciclista lituana que competiu no ciclismo nos Jogos Olímpicos de Verão de 2008, representando a Lituânia.